# توفيق المعاوقة
في مجال الالكترونيات، توافق (أو توفيق) الممانعات (Matching Impedance) هي عملية تصميم ممانعة الدخل للحمل الكهربائي (Zin) أو ممانعة الخرج للمصدر الكهربائي (Zout)، وذلك من أجل تحقيق النقل الأعظمي للاستطاعة الكهربائية من المصدر إلى الحمل، أو من أجل تقليل جهد الإشارة المنعكسة على الحمل.
تمتلك جميع مصادر الاستطاعة الكهربائية (مثل مولدات الإشارة أو المكبرات أو مرسلات الراديو) ممانعةً نسميها ممانعة المصدر. وهي تساوي المقاومة الكهربائية للمصدر مضافاً إليها على التسلسل ممانعته التخيليلة. أيضاً تمتلك الأحمال الكهربائية (مثل مصابيح الإنارة أو خطوط النقل أو الهوائيات) ممانعاً نسميها ممانعة الحمل. وهي تساوي المقاومة الكهربائية للحمل مضافاً إليها ممانعته التخيلية. تبرهن نظرية النقل الأعظمي للاستطاعة أنه يمكن نقل أعلى قيمة من الاستطاعة من المصدر إلى الحمل إذا كانت مقاومة الحمل تساوي مقاومة المصدروكانت الممانعة التخليلية للحمل تسواي القيمة السالبة للممانعة التخليلة للمصدر. وبكلماتٍ أخرى، فإنه يجب أن تكون ممانعة الحمل تسواي المرافق العقدي لممانعة الحمل. حيث أن الممانعة (أو الممانعة الظاهرية) تساوي مجموع المقاومة والممانعة التخيلية.
فإذا تم تحقيق هذا الشرط على طرفي الحمل والمصدر، قلنا أنه تم توفيق الممانعات بين الحمل والمصدر.
نعلم أنه في دارات التيار المستمر لا يوجد ممانعات تخليلية، وبالتالي فإنه يمكن تحقيق توافق الممانعات من خلال جعل مقاومة الحمل تسواي مقاومة المصدر فقط. بينما في دارات التيار المتناوب فأنها تظهر الممانعات التخيلية وتكون مرتبطةً بالتردد. لذا إذا كانت الدارة متوافقة الممانعات عند تردد معين فإنها قد لا تكون متوافقة الممانعات عند الترددات الأخرى. فتوافق الممانعات في مجال ترددي عريض يحتاج إلى تشكيلة معقدة من العناصر تشبه الفلاتر نوعاً ما، بإستثناء بعض الحالات النادرة التي تكون فيها مقاومة الحمل والمصدر ثابتتين، عندها يمكن استخدام المحولات.
يمكن التعبير عن حالة توافق الممانعات بين المصدر والحمل من أجل النقل الأعظمة للاستطاعة بالصيغة الرياضية الآتية:
{\displaystyle Z_{\mathrm {S} }=Z_{\mathrm {L} }^{*}\,}

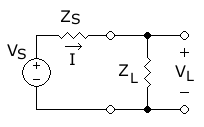
دارة ممانعات الحمل والمصدر

حيث أن ZS هي ممانعة المصدر، وZL هي ممانعة الحمل. أما إشارة النجمة "*" فهي تشير إلى المرافق العقدي للقيمة.
ويمكن الحصول على أقل قيمة للإشارة المنعكسة على الحمل إلى خط النقل عندما:
{\displaystyle Z_{\mathrm {S} }=Z_{\mathrm {L} }\,}
على اعتبار أن ZS هي الممانعة المميزة لخط النقل.
كان أول استخدام لمفوهم توافق الممانعات في تطبيقات الهندسة الكهربائية، لكنه فيما بعد تعداها إلى مجالات أخرى يجري فيها عمليات نقل الاستطاعة بأشكالها المختلفة بين المصدر والحمل. قة إلى صورة أخرى (وليس بالضرورة الكهربائية) ولكن بين مصدر وحمل (خرج ودخل).
وبالمقابل يوجد مفوم آخر هو تجسير الممانعات (impedance bridging)، حيث تكون ممانعة الحمل أعلى بكثير من ممانعة المصدر، عندها يتحقق النقل الأعظمي للجهد الكهربائي بدل الاستطاعة.

## تطبيقات عملية
1. استخدام المحول الذاتي في توفيق الجهد الكهربائي من قيمة معينة إلى قيمة مُحددة.